# Central Point (Oregon, Jackson megye)
Central Point az Amerikai Egyesült Államok északnyugati részén, Oregon állam Jackson megyéjében elhelyezkedő város, a medfordi agglomeráció része. A 2020. évi népszámláláskor 18 997 lakosa volt.

## Története
A helységet Isaac Constant telepes nevezte el a Rogue-völgyben való központi fekvése miatt. 1870-ben a Magruder fivérek boltot létesítettek, 1872-ben pedig megnyílt a posta.

## Éghajlat
A település éghajlata mediterrán (a Köppen-skála szerint Csb).
| Hónap                            | Jan.  | Feb.  | Már. | Ápr. | Máj. | Jún. | Júl. | Aug. | Szep. | Okt. | Nov.  | Dec.  | Év    |
| -------------------------------- | ----- | ----- | ---- | ---- | ---- | ---- | ---- | ---- | ----- | ---- | ----- | ----- | ----- |
| Rekord max. hőmérséklet (°C)     | 22,0  | 27,0  | 30,0 | 36,0 | 39,0 | 46,0 | 46,0 | 46,0 | 43,0  | 38,0 | 28,0  | 22,0  | 46,0  |
| Átlagos max. hőmérséklet (°C)    | 9,0   | 12,0  | 15,0 | 18,0 | 23,0 | 28,0 | 33,0 | 33,0 | 29,0  | 21,0 | 12,0  | 8,0   | 20,1  |
| Átlagos min. hőmérséklet (°C)    | 0,0   | 1,0   | 2,0  | 4,0  | 7,0  | 11,0 | 14,0 | 13,0 | 9,0   | 6,0  | 2,0   | −1,0  | 5,7   |
| Rekord min. hőmérséklet (°C)     | −19,0 | −14,0 | −9,0 | −6,0 | −2,0 | −1,0 | 3,0  | 4,0  | −2,0  | −8,0 | −12,0 | −23,0 | −23,0 |
| Átl. csapadékmennyiség (mm)      | 61    | 51    | 43   | 35   | 33   | 16   | 7    | 10   | 14    | 29   | 76    | 89    | 464   |
| Forrás: National Weather Service |       |       |      |      |      |      |      |      |       |      |       |       |       |

## Népesség
| Lakosok száma | 534  | 322  | 582  | 821  | 1667 | 2289 | 6537 | 7509 | 17 169 | 18 997 |
|               | 1890 | 1900 | 1920 | 1930 | 1950 | 1960 | 1980 | 1990 | 2010   | 2020   |

## Nevezetes személyek
- Amy Denson, kosárlabdázó[9]
- Basil Wolverton, képregényrajzoló[10]
- Bryce Peila, amerikaifutball-játékos[11]
- Clayton Klein, politikus[12]
- Dean Hartgraves, baseballjátékos[13]
- Dennis Richardson, egykori államminiszter[14]
- Eugene Bennett, művész[15]
- Jason Atkinson, szenátor[16]
- Lisa Franchetti, altengernagy[17]

## Fordítás
- Ez a szócikk részben vagy egészben  a   Central Point, Oregon című angol Wikipédia-szócikk ezen változatának fordításán alapul.  Az eredeti cikk szerkesztőit annak laptörténete sorolja fel. Ez a jelzés csupán a megfogalmazás eredetét és a szerzői jogokat jelzi, nem szolgál a cikkben szereplő információk forrásmegjelöléseként.